# Fushë Kosova
Fushë Kosova [ˈfuʃ ˈkɔsɔva] (albanisch auch Fushë Kosovë [ˈfuʃ ˈkɔsɔv]; serbisch Косово Поље Kosovo Polje, [ˈkɔsɔvɔ ˈpɔljɛ]) ist eine Stadt und Amtssitz der nach ihr benannten Gemeinde im zentralen Kosovo, etwa fünf Kilometer südwestlich der Hauptstadt Pristina gelegen.

## Name
Kosovo Polje bedeutet Amselfeld; dies wird im Deutschen auch als Synonym für die gesamte Region verwendet. Der Begriff Kosovo geht auf die serbische Bezeichnung des Gebietes zurück (kos: „Amsel“, polje: „Feld“, korrekt dekliniert kosovo polje), was übersetzt Amselfeld bedeutet, woher die öfter genutzte deutsche Bezeichnung herrührt.
Auf Türkisch heißt die Stadt Kosova Ovası. Der türkische Name war auch bekannt, als der Kosovo unter osmanischer Herrschaft war.

## Geographie
Der Ort liegt auf einer Höhe von 543 Meter über dem Meeresspiegel am Osthang eines durch den Fluss Sitnica gebildeten weitläufigen Tales. Am westlichen Stadtrand verläuft die Bahnlinie von Skopje nach Mitrovica, die früher über Kraljevo nach Belgrad führte. Hier kreuzt die Strecke von Westkosovo nach Pristina. An dieser Kreuzung liegt der Bahnhof von Fushë Kosova.

## Geschichte
In der Nähe des heutigen Ortes fand am 28. Juni 1389 die Schlacht auf dem Amselfeld statt, einer der größten Schlachten jener Zeit, wo das serbische Heer unter der Führung des Fürsten Lazar Hrebeljanovićs dem osmanischen Heer unter der Leitung von Murad I. gegenüberstand. Der Konflikt entstand aus dem offensiven Vorgehen der Osmanen gegen das unabhängige Serbische Reich. Murad I. versuchte das Reich der Oberhoheit des Osmanischen Reiches zu unterwerfen, Lazar Hrebeljanović leistete jedoch den anrückenden Osmanen erbitterten Widerstand, und schlug diese zuvor mehrmals. Die Schlacht auf dem Amselfeld leitet die zukünftige mehrere Jahrhunderte lange Herrschaft des Osmanischen Reiches über das Gebiet, die zuvor mehrere Jahrhunderte zum serbischen Herrschaftsgebiet gehörte.
Bereits 1864 ließen sich im Gebiet von Fushë Kosova Tscherkessen nieder, diese verließen die Gegend jedoch wieder nach ein bis zwei Jahren. Die heutige Ortschaft wurde 1921 als serbische Kolonie mit dem Namen Kosovo gegründet, im Februar 1937 wurde sie in Kosovo Polje umbenannt. Zwischen 1921 und 1925 siedelten sich hier 98 überwiegend serbische Familien unter anderem aus Zentralserbien, Bosnien, Montenegro und der Lika an.
Bis zum Beginn des Kosovokrieges 1999 war Kosovo Polje mehrheitlich von Serben bewohnt, wobei sich der albanische Bevölkerungsanteil besonders in den letzten Jahrzehnten des 20. Jahrhunderts deutlich erhöht hatte. Dies führte bereits seit etwa 1981 zu Unruhen zwischen beiden Bevölkerungsgruppen. Einerseits fühlten sich die Serben in ihrer Vormachtstellung bedroht, andererseits wollten die Albaner ein größeres Mitspracherecht bei den politischen Entscheidungen haben. In dieser Atmosphäre hielt Slobodan Milošević 1987 im Kulturhaus der Stadt eine Rede. Einer aufgebrachten serbischen Menschenmenge verweigerte die mehrheitlich albanische Provinzpolizei dazu den Zutritt zum Gebäude. Als Milošević vor das Gebäude trat und die Menschen „Sie schlagen uns!“ riefen, antwortete er: „Niemand darf euch schlagen!“. Da dies von Fernsehkameras vor Ort dokumentiert und verbreitet wurde, wurde damit die nationalistische Stimmung in der damals autonomen Provinz weiter angeheizt.
Auch nach dem Kosovokrieg gab es weiterhin eine große serbische Bevölkerungsgruppe in der Stadt. Daneben gab es auch eine größere Roma-Siedlung. Während der ethnischen Ausschreitungen zwischen Albanern und Serben, haben viele Serben ihre Liegenschaften in Fushë Kosova zum Verkauf freigegeben, sodass die Stadt heutzutage ausschließlich nur noch von Albanern bewohnt ist.

## Bevölkerung
In Fushë Kosova wurden 2024 bei der Volkszählung 40.962 Einwohner erfasst.
2011 waren es noch 12.919 Einwohner, davon 12.295 (95,17 %) Albaner, 462 (3,58 %) Roma, Aschkali und Balkan-Ägypter, 48 Serben, 42 Türken, 18 Bosniaken und 15 Goranen. 27 Personen gaben eine abweichende Ethnie an.
| Volkszählung | 1948 | 1953  | 1961  | 1971  | 1981   | 1991   | 2011   | 2024   |
| ------------ | ---- | ----- | ----- | ----- | ------ | ------ | ------ | ------ |
| Einwohner    | 847  | 1.122 | 2.423 | 6.992 | 12.917 | 16.154 | 12.919 | 40.962 |

## Sport
In Fushë Kosova ist der lokale Fußballverein KF Fushë Kosova ansässig.

## Verkehr

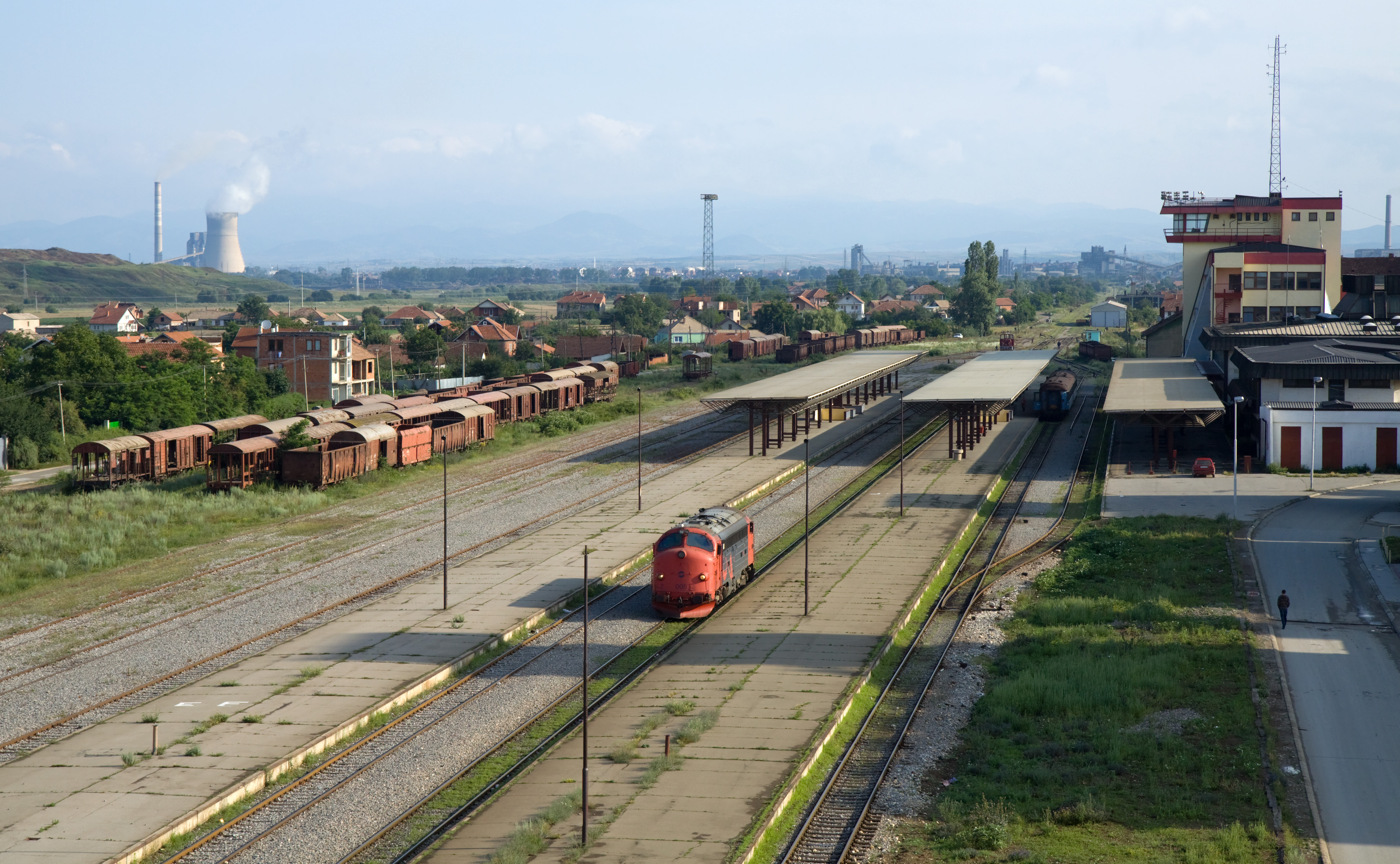
Der Bahnhof von Fushë Kosova.

Die Stadt ist der wichtigste Knotenpunkt im Eisenbahnnetz der Eisenbahngesellschaft Trainkos. Hier kreuzen sich die Nord-Süd-Verbindung von Kraljevo in Westserbien nach Nordmazedonien sowie die Ost-West-Verbindung von Niš über Pristina nach Peja und Prizren. Der Bahnhof war bis zum Beginn der Jugoslawienkriege Haltebahnhof vieler Schnellzüge, so auch des Akropolis-Express von München Hbf nach Athen. Die übrigen Verbindungen sind zurzeit ohne Eisenbahnverkehr. In den letzten Jahren wurde das Industriegebiet im Osten der Gemeinde erweitert, um einen besseren wirtschaftlichen Austausch mit der angrenzenden Hauptstadt Pristina zu generieren. Neue Infrastrukturprojekte im Straßenbau sind seit 2013 im Gange, um auch die Hauptstraße von Fushë Kosova nach Pristina zu entlasten. Des Weiteren wurden Wohnbauprojekte im Norden und Osten der Stadt begonnen.